# Rivaldo
Vítor Borba Ferreira (Recife, Pernambuco, 1972. április 19. –), becenevén Rivaldo, világbajnok brazil labdarúgó. Pályafutása legsikeresebb időszaka a Barcelonához kötődik, ahol az ott töltött 5 év alatt 2 alkalommal nyerte meg a spanyol bajnokságot (1998, 1999), valamint 1998-ban a gránátvörös-kékekkel a Király-kupát is sikerült elhódítania. 1999-ben Aranylabdás volt, valamint az év játékosának is megválasztották. 2004-ben ő is bekerült a Pelé által összeállított FIFA 100-as listába.
1993 és 2003 között Rivaldo 74 meccsen játszott a brazil nemzeti csapatban, és ezalatt 35 gólt szerzett. A 2002-es labdarúgó-világbajnokságon tevékeny részt vállalt a Seleção 5. világbajnoki címének megszerzésében, ugyanis ő volt a csapat egyik legjobbja.

## Pályafutása
Rivaldo nagyon szegény családba született, Recife mellett nőtt fel a favellák övezte külvárosban. Pszichikai állapotát sok dolog kikezdte, például édesapját nagyon korán, 15 évesen elvesztette autóbalesetben. Ennek ellenére nem tört össze, és a következő évben aláírta élete első profi szerződését.

### A kezdetek, még Brazíliában
Rivaldo 1989-ben, nem egész 17 évesen írta alá első profi szerződését a Paulista csapatával. Ám hiába töltött itt majdnem három évet, egyetlen tétmérkőzésen sem játszhatott, ezért 1991-ben továbbállt a Santa Cruz együtteséhez. Itt csak egy szezont töltött, ám itt már játéklehetőséget is kapott, és ha már kapott, élt is a lehetőséggel, ugyanis 18 meccsén 8 gólt szerzett. Ezután egy visszalépés következett, ugyanis a Santa Cruz után egy másodosztályú csapathoz, a Mogi Mirimhez szerződött. Ám itt olyan jól játszott, hogy játéka láttán elismerően bólintottak az egyik legnagyobb brazil klubnál, a Corinthiansnál is, ahová 1993-ban szerződött. Ugyanebben az évben bemutatkozott a brazil válogatottban is, egy Mexikó elleni barátságos mérkőzés alkalmával. Itt is csak egy szezont töltött, ám így is 41 meccsen 17 gólt szerzett. A Corinthians után még eggyel följebb lépett, ugyanis a regnáló bajnokcsapathoz, a Palmeirashoz szerződött, és miután odakerült, a csapat rögtön meg is védte bajnoki címét. 1996-ban, mikor még Brazíliában játszott, bekerült az olimpiára utazó brazil keretbe, és a gárda végül 3. helyezést ért el, ugyanis az elődöntőben csak a későbbi győztes nigériaiak tudták őket megállítani. Az itteni szereplés indította be európai pályafutását, és ezután szerződött Spanyolországba.

### Európába szerződés
Az 1996-os olimpián mutatott jó szereplés után először az olasz Parma jelentkezett be Rivaldóért és csapattársáért, Amaralért a Palmeirasnál, ám Rivaldo mégsem az olaszok, hanem az akkor fénykorát élő Deportivo együtteséhez igazolt. Hiába töltött itt is csak egy szezont, az az 1 is nagyon sikeres volt, 41 meccsen 21 gólt szerzett, és többek között az ő hathatós segítségével a Depor 3. lett a bajnokságban. Ezután 1997 nyarán, a holtszezonban akkoriban rendkívül nagy összegért, 26 millió euróért (4 milliárd peseta) igazolt a nagy rivális FC Barcelonához.
A katalánoknál rögtön első szezonjában 2. lett a góllövőlistán, 34 meccsen 19 góllal, és ebben az évben a Barca duplázott, ugyanis a bajnokság mellett a kupát is megnyerték. A válogatottal Rivaldo az 1998-as vb-n 3 gólt szerzett, ebből kettőt a dánok elleni negyeddöntőben, és végül a döntőig jutottak, ám neki nem termett ezen a vb-n túl sok babér. Egy évvel azelőtt nem volt tagja a Copa América-győztes csapatnak, ám 1999-ben ugyanezen a tornán már ő volt a csapat egyik legjobbja. Ezen a tornán mondhatta magát először gólkirálynak, ugyanis 5 gólt, szerzett, az egyik legfontosabbat akkor, mikor a negyeddöntőben Argentína ellen egalizált, valamint a döntőben az Uruguay elleni 3:0-s győzelemből 2 góllal vette ki a részét. Ezután a tornán nyújtott teljesítményét megkoronázandó, ő lett a torna MVP-je is.
A Barcelonánál továbbra is pazar formában játszott, újabb bajnoki címhez segítve csapatát, és a brazil támadó ismét a 2. helyen végzett a góllövőlistán. Ez volt az ő legsikeresebb éve, ugyanis amellett, hogy az év játékosa lett, az Aranylabdát is megkaparintotta. A következő szezonban összeveszett az edzővel, Louis van Gaal-lal, mikor a holland mester őt nem balszélsőként, hanem irányítóként szerette volna szerepeltetni. A Van Gaal-lal történt viták ellenére a Bajnokok Ligájában elképesztően játszott, és 10 gólt szerezve ő lett a sorozat gólkirálya. Időközben Van Gaalt 2000 júniusában kirúgták. Rivaldo a következő szezonban megismételte az előző évi teljesítményét, és ismét a BL gólkirálya lett. A szezon utolsó meccsén, a Valencia elleni 3:2-es győzelem alkalmával klasszikus mesterhármast szerzett (az elsőt pályafutása során), a 3. gólját, mikor a 16-os sarkából ollózva talált Cañizares kapujába, máig az egyik legnagyobb gólként emlegetik. Ez a győzelem feljogosította a gránátvörös-kék alakulatot arra, hogy a következő szezonban is a Bajnokok Ligájában szerepelhessenek.

### A 2002-es világbajnokság
A vb előtt Rivaldo számos kritika célpontja volt, ugyanis sokan rótták fel neki azt, hogy csak az aktuális klubcsapatában képes kiugró teljesítményre, és az 1996-os olimpián elért 3. helyen kívül a brazilokkal nem tudott semmit fölmutatni. Egy vb-selejtező után, 2000 novemberében, mikor Kolumbiát kínkeserves játékkal mindössze 1:0-ra tudták legyőzni, komolyan elgondolkodott azon, hogy visszavonul a válogatottságtól, és csak a klubcsapatára koncentrál.
Többször rajta veszett össze a Barcelona és a brazil válogatott, ugyanis Rivaldot nem minden válogatott-meccsre engedték el a katalánok. 2001 nyarán például 10 nap alatt kellett volna (amennyiben elengedte volna a Barcelona) először egy Panama elleni barátságos meccsen játszania, majd ezután Lengyelországba utaznia a Barca meccsére, és ezután visszautazni Brazíliába, ahol a válogatott Paraguay ellen játszott vb-selejtezőt.
Alighanem pályájának csúcsa volt a 2002-es, Japánban és Dél-Koreában rendezett vb volt. Itt az első 5 meccsén gólt szerzett, és ekkor még a későbbi gólkirály, Ronaldo is mögötte volt a rangsorban. A legszebb gólját a belgák ellen szerezte a nyolcaddöntőben, és a belga szövetségi kapitány, Robert Waseige szerint ez volt a döntő tényező a meccsen. Következett a negyeddöntő, ahol Rivaldo ismét gólt szerzett, ezúttal Anglia ellen, Ronaldinho adta a gólpasszt, és végül 2:1-re győztek. Ám hiába játszott nagyszerűen, Ronaldo csak ezután indult be igazán, és végül ő kaparintotta meg a vb gólkirályi címét 8 góllal.
A torna 2. csoportmeccsén, Törökország ellen 1 alkalommal nagyon csúnyán színészkedett. Egy alkalommal, mikor szögletet készült rúgni, a török védő, Hakan Ünsal odarúgta hozzá a labdát. Bár a labda a combját találta el, Rivaldo összeesett, nagy fájdalmakat színlelve. A bíró nem volt a közelben, tehát nem is láthatta tisztán az esetet, így a védőt második sárga lappal kiállították. A videófelvételek megtekintése után a Nemzetközi Labdarúgó-szövetség Rivaldot 11 670 svájci frankra büntette emiatt a csúnya eset miatt.

### Távozás a Barcától és csalódás az AC Milannál
2002 nyarától Van Gaal visszatért a katalán csapathoz, ám ekkortól már Rivaldo nélkül álltak fel, ugyanis lejárt a szerződése, és 3 éves kontraktust írt alá az olasz AC Milan együttesével. Hiába nyert azonban a gárdával Olasz Kupát, az itt töltött 1 szezon csalódás volt számára, ugyanis rendkívül kevés meccsen kapott kezdőként lehetőséget, és azokon sem tudott igazán bizonyítani, 22 mérkőzésen mindössze 5 gólt szerzett, emellett elég sokat volt sérült is. Emiatt gyorsan felbontotta az akkor még 2 évig érvényes szerződését, és egy kis időre, a szezon legvégére (2 meccs erejéig) visszatért Brazíliába, a Cruzeiro csapatához. A bajnokság befejeztével több európai csapat is hívta, például a Bolton, ám ő visszautasította az ajánlatokat, és az aktuális görög bajnok Olimpiakosz csapatához szerződött.

### A görög bajnok Olimpiakosznál
A brazil csatár az Olimbiakósz rögtön első szezonjában több fontos és emlékezetes gólt szerzett, például a Görög Kupa döntőjében, amikor a szögletzászlóhoz közelről, egy pimasz, ámde nagyon pontos emeléssel vette be az ellenfél kapuját. A szezon során 2 nagyon fontos szabadrúgásgólt is szerzett. Az egyiket a városi derbin, a Panathinaikósz ellen, majd nem sokkal később a Liverpool kapujába is betalált, ám a Liverpool 3 további szerzett góllal a sírból hozta vissza a meccset, Rivaldo legnagyobb döbbenetére. Később, a szezon végén az Olimbiakósznak nyerni kellett az utolsó fordulóban, ugyanis a Pana csak 1 ponttal volt mögöttük, és győzelem esetén nem kellett volna semmilyen eredménnyel foglalkoznia. Végül az Iraklisz ellen, idegenben, az ellenfél 1:0-s vezetését megfordítva - többek között Rivaldo góljával - bebiztosították bajnoki címüket.
Ragyogó formáját a következő szezonra is átmentette, és ismét sok látványos, illetve fontos gólt szerzett. A Bajnokok Ligájában a csoportmeccsek alatt kétszer is beköszönt, először a Rosenborg szenvedte el Rivaldo nagy játékkedvét, mikor egy kb. 30 méteres lövéssel talált a norvég csapat kapujába, majd következett a régi ismerős Real Madrid, és Rivaldo nekik is gólt lőtt, ezzel újabb borsot törve a királyi gárda orra alá, a Barcás időkre emlékezve. A bajnokságban is nagyon jól játszott, ahol a Panathinaikósz ellen vesztett helyzetből nyertek, itt Rivaldo 2 gólt vállalt magára. A következő meccsen, az AEK Athén elleni 3:0-s győzelem alkalmával ismét duplázott, majd a Görög Kupa negyeddöntőjében a Xánthi elleni 2 meccsen 1-1 szabadrúgásgólt is szerzett. Az, hogy az Olimbiakósz ebben az évben duplázni tudott, ismét nagyban Rivaldonak volt köszönhető.
A szezon végeztével még egy utolsó évet vállalt a csapatnál, és megígérte, hogy megpróbálja a legjobbját nyújtani, habár ekkor már majdnem 34 éves volt. Nem is késlekedett sokat, hogy a szavakat tettekre váltsa. Első nagy meccse ebben a szezonban ismét a Xánthi ellen volt, ahol a második félidőben az ő 2 góljával nyert az Olimbiakósz. A forduló után elnyerte élete első Hét Játékosa és Hét Gólja elismerését. Ekkor még azon az elhatározáson volt, hogy ez lesz az utolsó csapata, mielőtt visszatér Brazíliába karrierjének utolsó pár évére. A 2006-07-es szezon volt Rivaldo legeredményesebb görögországi éve, ugyanis 27 meccsen 17 gólt szerzett, újabb bajnoki címhez segítve csapatát.
Mielőtt távozott volna, azt mondta: "Az Olimbiakósz szurkolói fantasztikusak", valamint ez volt számára a legjobb csapat, ahol játszott, annak ellenére, hogy többek között a Barcelonában és a Milanban is megfordult.

### Az AEK Athén játékosaként
Rivaldo 2007. május 27-én szerződött a görög fővárosba, miután az Olimbiakósznál nem újította meg lejáró szerződését, ahol végül 83 meccsen 41 gólt szerzett.
Az AEK-nél a korábbi Barcelona-vezetőedző, Llorenç Serra Ferrer irányítása alatt dolgozik.
Itt is nagyon jól kezdett, ugyanis rögtön első (barátságos) meccsén gólt szerzett, majd következett a Sevilla elleni Bajnokok Ligája-selejtező, ahol immár tétmeccsen is betalált 11-esből, ám az AEK ennek ellenére kiesett. Ezután Rivaldo tovább folytatta a gólgyártást, ugyanis az UEFA-kupa csoportmeccsein a Red Bull Salzburg ellen szerzett egy gyönyörű ollózós gólt. A bajnokságban az első gólját a Panioniosz ellen szerezte 11-esből, és végül a csapat simán, 3:0-ra nyert. Pár fordulóval később, volt csapata, az Olimbiakósz ellen ismét vezéregyéniség volt, és az ő vezérletével 4:0-ra kiütötték a címvédőt.

## Sikerei, díjai
- Palmeiras
  - Brazil bajnok: 1994
  - São Paulo Állami Bajnokság győztes: 1994, 1996
  - Euro-America Cup győztes: 1996
- FC Barcelona
  - Spanyol bajnok: 1998, 1999
  - Kupagyőztes: 1998
  - Európai Szuperkupa-győztes: 1997
- AC Milan
  - UEFA-bajnokok ligája-győztes: 2003
  - Olasz Kupa-győztes: 2003
  - Európai Szuperkupa-győztes: 2003
- Olimbiakósz
  - Görög bajnok: 2005, 2006, 2007
  - Kupagyőztes: 2005, 2006
- Brazília
  - Világbajnok: 2002
  - Világbajnoki döntős: 1998
  - Copa América-győztes: 1999
  - Konföderációs Kupa-győztes: 1997

| Előző Zinédine Zidane | Az év labdarúgója 1999           | Következő Zinédine Zidane |
| Előző Zinédine Zidane | World Soccer Az év játékosa 1999 | Következő Luís Figo       |
| Előző Zinédine Zidane | Aranylabdás 1999                 | Következő Luís Figo       |

## Karrierje statisztikái
2008 szerint.
| Klub                      | Szezon             | Bajnokság | Bajnokság | Kupa     | Kupa | Nemzetközi | Nemzetközi | Összesen | Összesen |
| Klub                      | Szezon             | Mérkőzés  | Gól       | Mérkőzés | Gól  | Mérkőzés   | Gól        | Mérkőzés | Gól      |
| ------------------------- | ------------------ | --------- | --------- | -------- | ---- | ---------- | ---------- | -------- | -------- |
| Mogi Mrim                 | 1992               | 30        | 10        | -        | -    | -          | -          | 30       | 10       |
| Mogi Mrim                 | Összesen           | 30        | 10        | -        | -    | -          | -          | 30       | 10       |
| Corinthians               | 1993               | 19        | 11        | -        | -    | -          | -          | 19       | 11       |
| Corinthians               | 1994               | 22        | 6         | -        | -    | -          | -          | 22       | 6        |
| Corinthians               | Összesen           | 41        | 17        | -        | -    | -          | -          | 41       | 17       |
| Palmeiras                 | 1994               | 29        | 13        | -        | -    | -          | -          | 29       | 13       |
| Palmeiras                 | 45                 | 17        | -         | -        | ?    | ?          | ?          | ?        |          |
| Palmeiras                 | 1996               | 30        | 23        | -        | -    | -          | -          | 30       | 23       |
| Palmeiras                 | Összesen           | 126       | 53        | -        | -    | ?          | ?          | ?        | ?        |
| RC Deportivo de La Coruña | 1996-97            | 41        | 21        | 5        | 1    | -          | -          | 46       | 22       |
| RC Deportivo de La Coruña | Összesen           | 41        | 21        | 5        | 1    | -          | -          | 46       | 22       |
| Barcelona                 | 1997-98            | 34        | 19        | 9        | 8    | 8          | 1          | 51       | 28       |
| Barcelona                 | 1998-99            | 37        | 24        | 5        | 2    | 6          | 3          | 48       | 29       |
| Barcelona                 | 1999-00            | 31        | 12        | 5        | 1    | 14         | 10         | 50       | 23       |
| Barcelona                 | 2000-01            | 35        | 23        | 5        | 2    | 13         | 11         | 53       | 36       |
| Barcelona                 | 2001-02            | 20        | 8         | 0        | 0    | 13         | 6          | 33       | 14       |
| Barcelona                 | Összesen           | 157       | 86        | 24       | 13   | 54         | 31         | 235      | 130      |
| Milan                     | 2002-03            | 22        | 5         | ?        | ?    | 13         | 2          | 35       | 7        |
| Milan                     | 2003-04            | 0         | 0         | 0        | 0    | 0          | 0          | 0        | 0        |
| Milan                     | Összesen           | 22        | 5         | ?        | ?    | 13         | 2          | 35       | 7        |
| Cruzeiro                  | 2004               | 2         | 1         | -        | -    | -          | -          | 2        | 1        |
| Cruzeiro                  | Összesen           | 2         | 1         | -        | -    | -          | -          | 2        | 1        |
| Olimpiakosz               | 2004-05            | 23        | 12        | ?        | ?    | 6          | 1          | ?        | ?        |
| Olimpiakosz               | 2005-06            | 22        | 7         | ?        | ?    | 5          | 2          | ?        | ?        |
| Olimpiakosz               | 2006-07            | 25        | 17        | ?        | ?    | 6          | 0          | ?        | ?        |
| Olimpiakosz               | Összesen           | 70        | 36        | ?        | ?    | 17         | 3          | ?        | ?        |
| AÉK                       | 2007-08            | 29        | 8         | ?        | ?    | ?          | ?          | ?        | ?        |
| AÉK                       | Összesen           | 29        | 8         | ?        | ?    | ?          | ?          | ?        | ?        |
| Karrierje összesen        | Karrierje összesen | 518       | 237       | ?        | ?    | ?          | ?          | ?        | ?        |